# Parafia św. Tomasza Apostoła w Runowie
Parafia pw. św. Tomasza Apostoła w Runowie – parafia rzymskokatolicka należąca do dekanatu Łobez, archidiecezji szczecińsko-kamieńskiej, metropolii szczecińsko-kamieńskiej. W parafii posługują księża diecezjalni. Według stanu na wrzesień 2018 proboszczem parafii był ks. Janusz Kasper. Zgodnie ze stanem w roku 2023 proboszczem parafii jest ks. Grzegorz Podlaski. 

## Miejsca święte

### Kościół parafialny
Kościół św. Tomasza Apostoła w Runowie

### Kościoły filialne i kaplice
- Kościół Podwyższenia Krzyża Świętego w Cieszynie[1]
- Kościół Wniebowzięcia Najświętszej Maryi Panny w Chwarstnie[1]
- Kościół św. Michała Archanioła w Trzebawiu[1]